# Гамількар Магонід
Гамількар (фінік. 𐤇𐤌𐤋𐤒𐤓𐤕, (… — 480 до н. е. , Гімера, Сицилія ) — карфагенський полководець і державний діяч VI-V століття до н. е., син Магона Великого.
Був призначений головнокомандувачем («рабімаханатом») у 510 до н. е., після смерті свого старшого брата Гасдрубала.
На запрошення сицилійських союзників Карфагена — елімів — висадився у Сицилії, де завдав поразки спартанському царевичу Доріею, зруйнував засновану ним колонію Гераклея і утвердив контроль над заходом острова (506 до н. е.). Спираючись на Кальпе, приєднав до карфагенських володінь фінікійські колонії на південно-східному узбережжі Іспанії. Війна з Массалією завершилася поразкою біля Артемісія Іберійського (484 до н. е.), проте Гамількар таки домігся встановлення карфагенської монополії на торгівлю через Гібралтарську протоку. У 481 до н. е. уклав союз із перським царем Ксерксом, який мав захистити торговельні інтереси Карфагена у східному Середземномор'ї.
У 480 до н. е. по допомогу до Карфагену звернувся тиран Регія Анаксилая, пов'язаний з Гамількаром проксенією. Гамількар в цей час був суфетом і тому очолив армію, що висадився на Сицилії і рушила на Гімеру. На зустріч виступила армія сіракузького тирана Гелона. 20 вересня 480 до н. е. греки зненацька напали на невеличкий загін карфагенського командувача, що приносив жертви богам. Зрозумівши, що врятуватися не може, Гамількар кинувся у жертовний вогонь, а позбавлена керівництва карфагенська армія зазнала нищівної поразки.
Залишив трьох синів — Ганнона, Гімількона і Гісгона.